# Campeonato Sul-Americano de Atletismo de 2005
A 43ª edição do Campeonato Sul-Americano de Atletismo foi o evento esportivo organizado pela CONSUDATLE no Estádio Olímpico Pascual Guerrero, em Cali na Colômbia no período de 21 a 24 de julho de 2005. Foram disputados 44 provas no campeonato, tendo como destaque o Brasil com 51 medalhas.

## Medalhistas

### Masculino
Esses foram os resultados da categoria masculina. 
| Evento                      | Ouro                                                                               | Ouro      | Prata                                                                        | Prata     | Bronze                                                                                       | Bronze    |
| --------------------------- | ---------------------------------------------------------------------------------- | --------- | ---------------------------------------------------------------------------- | --------- | -------------------------------------------------------------------------------------------- | --------- |
| 100 metros                  | André da Silva · Brasil                                                            | 10.32     | Vicente de Lima · Brasil                                                     | 10.37     | Heber Viera · Uruguai                                                                        | 10.43     |
| 200 metros                  | André da Silva · Brasil                                                            | 20.33w    | Heber Viera · Uruguai                                                        | 20.62w    | Geronimo Goeloe · Antilhas Holandesas                                                        | 20.80w    |
| 400 metros                  | Andrés Silva · Uruguai                                                             | 45.38     | Sanderlei Parrela · Brasil                                                   | 45.83     | Gustavo Aguirre · Argentina                                                                  | 46.43     |
| 800 metros                  | Fabiano Peçanha · Brasil                                                           | 1:47.02   | Diego Chargal Gomes · Brasil                                                 | 1:48.30   | John Chávez · Colômbia                                                                       | 1:48.65   |
| 1 500 metros                | Fabiano Peçanha · Brasil                                                           | 3:41.51   | Byron Piedra · Equador                                                       | 3:41.90   | Javier Carriqueo · Argentina                                                                 | 3:45.53   |
| 5 000 metros                | Byron Piedra · Equador                                                             | 14:12.24  | Jacinto López · Colômbia                                                     | 14:14.07  | Javier Carriqueo · Argentina                                                                 | 14:19.10  |
| 10 000 metros               | José Carrasco · Colômbia                                                           | 30:07.24  | John Cusi · Peru                                                             | 30:14.74  | Diego Colorado · Colômbia                                                                    | 30:15.55  |
| 20 km marcha atlética       | Jefferson Pérez · Equador                                                          | 1:22:54.4 | Rolando Saquipay · Equador                                                   | 1:22:55.4 | Luis Fernando López · Colômbia                                                               | 1:23:43.2 |
| 110 metros barreiras        | Redelen dos Santos · Brasil                                                        | 13.46w    | Paulo Villar · Colômbia                                                      | 13.49w    | Mateus Inocencio · Brasil                                                                    | 13.72w    |
| 400 metros barreiras        | Tiago Bueno · Brasil                                                               | 50.87     | Víctor Solarte · Venezuela                                                   | 51.00     | Cleverson da Silva · Brasil                                                                  | 52.32     |
| 3.000 metros com obstáculos | Mariano Mastromarino · Argentina                                                   | 9:02.89   | Fernando Fernandes · Brasil                                                  | 9:04.46   | Sergio Lobos · Chile                                                                         | 9:08.59   |
| 4×100 metros estafetas      | Brasil · André da Silva · Vicente de Lima · Jorge Célio Sena · José Carlos Moreira | 39.17     | Colômbia · Harlin Echavarría · Eduard Mena · Daniel Grueso · Nicoll Navas    | 39.85     | Equador · Andrés Gallegos · Oscar Mina · Hugo Chila · Luis Morán                             | 40.45     |
| 4×400 metros estafetas      | Brasil · Luís Ambrosio · Sanderlei Parrela · Thiago Chyaromont · Wagner Souza      | 3:04.15   | Colômbia · Amílcar Torres · Franklin Murillo · Javier Mosquera · Carlos Peña | 3:05.94   | Argentina · Gustavo Aguirre · Iván Altamirano · Christian Deymonnaz · José Ignacio Pignataro | 3:08.61   |
| Salto em altura             | Gilmar Mayo · Colômbia                                                             | 2.22      | Erasmo Jara · Argentina                                                      | 2.19      | Rodrigo Santos · Brasil                                                                      | 2.16      |
| Salto à vara                | Fábio Gomes da Silva · Brasil                                                      | 5.40 =    | Javier Benítez · Argentina                                                   | 5.20      | Germán Chiaraviglio · Argentina                                                              | 5.10      |
| Salto em comprimento        | Erivaldo Vieira · Brasil                                                           | 8.15      | Thiago Dias · Brasil                                                         | 7.93      | Esteban Copland · Venezuela                                                                  | 7.92      |
| Salto triplo                | Jefferson Sabino · Brasil                                                          | 16.24     | Hugo Chila · Equador                                                         | 15.91     | Carlos Carabalí · Colômbia                                                                   | 15.85     |
| Arremesso de peso           | Marco Antonio Verni · Chile                                                        | 18.43     | Yojer Medina · Venezuela                                                     | 18.32     | Jhonny Rodríguez · Colômbia                                                                  | 18.22     |
| Lançamento de disco         | Jorge Balliengo · Argentina                                                        | 60.97     | Marcelo Pugliese · Argentina                                                 | 56.76     | Ronald Julião · Brasil                                                                       | 56.51     |
| Lançamento do martelo       | Juan Cerra · Argentina                                                             | 72.03     | Wagner Domingos · Brasil                                                     | 67.33     | Patricio Palma · Chile                                                                       | 67.10     |
| Lançamento do dardo         | Luiz Fernando da Silva · Brasil                                                    | 79.44     | Júlio César de Oliveira · Brasil                                             | 73.60     | Noraldo Palacios · Colômbia                                                                  | 73.54     |
| Decatlo                     | Jorge Naranjo · Chile                                                              | 7489      | Ivan da Silva · Brasil                                                       | 7437      | Andrés Mantilla · Colômbia                                                                   | 7383      |

### Feminino
Esses foram os resultados da categoria feminina.
| Evento                      | Ouro                                                                            | Ouro       | Prata                                                                                      | Prata      | Bronze                                                                                         | Bronze     |
| --------------------------- | ------------------------------------------------------------------------------- | ---------- | ------------------------------------------------------------------------------------------ | ---------- | ---------------------------------------------------------------------------------------------- | ---------- |
| 100 metros                  | Lucimar de Moura · Brasil                                                       | 11.25      | Melisa Murillo · Colômbia                                                                  | 11.39      | Luciana dos Santos · Brasil                                                                    | 11.46      |
| 200 metros                  | Lucimar de Moura · Brasil                                                       | 22.98w     | Felipa Palacios · Colômbia                                                                 | 23.14w     | Wilmary Álvarez · Venezuela                                                                    | 23.14w     |
| 400 metros                  | Maria Laura Almirao · Brasil                                                    | 52.32      | Geisa Coutinho · Brasil                                                                    | 52.94      | Wilmary Álvarez · Venezuela                                                                    | 53.57      |
| 800 metros                  | Rosibel García · Colômbia                                                       | 2:03.28    | Jenny Mejías · Venezuela                                                                   | 2:04.93    | Perla dos Santos · Brasil                                                                      | 2:06.04    |
| 1 500 metros                | Rosibel García · Colômbia                                                       | 4:29.63    | María Peralta · Argentina                                                                  | 4:30.37    | Valeria Rodríguez · Argentina                                                                  | 4:31.35    |
| 5 000 metros                | Bertha Sánchez · Colômbia                                                       | 16:47.03   | Lucélia Peres · Brasil                                                                     | 17:03.55   | Nadir Sabino Siqueira · Brasil                                                                 | 17:16.33   |
| 10 000 metros               | Bertha Sánchez · Colômbia                                                       | 34:34.40   | Lucélia Peres · Brasil                                                                     | 34:51.12   | Ruby Riativa · Colômbia                                                                        | 35:38.02   |
| 20 km marcha atlética       | Sandra Zapata · Colômbia                                                        | 1:40:54.20 | Tatiana Orellana · Equador                                                                 | 1:45:12.40 | Gianetti Bonfim · Brasil                                                                       | 1:47:16.10 |
| 100 metros barreiras        | Maíla Machado · Brasil                                                          | 13.18      | Princesa Oliveros · Chile                                                                  | 13.51      | Brigith Merlano · Colômbia                                                                     | 13.68      |
| 400 metros barreiras        | Perla dos Santos · Brasil                                                       | 58.33      | Lucimar Teodoro · Brasil                                                                   | 59.27      | Lucy Jaramillo · Equador                                                                       | 59.78      |
| 3.000 metros com obstáculos | Patrícia Lobo · Brasil                                                          | 10:36.21   | Mónica Amboya · Equador                                                                    | 10:43.67   | Yolanda Caballero · Colômbia                                                                   | 10:48.36   |
| 4×100 metros estafetas      | Colômbia · Melisa Murillo · Felipa Palacios · Darlenys Obregón · Norma González | 43.17      | Brasil · Luciana dos Santos · Lucimar de Moura · Raquel da Costa · Thatiana Regina Ignâcio | 44.35      | Chile · María José Echeverría · Daniela Riderelli · María Fernanda Mackenna · Nicole Manríquez | 45.37      |
| 4×400 metros estafetas      | Brasil · Amanda Dias · Geisa Coutinho · Maria Laura Almirao · Lucimar Teodoro   | 3:29.24    | Colômbia · María Alejandra Idrobo · Rosibel García · Felipa Palacios · Norma González      | 3:36.95    | Chile · María José Echeverría · Daniela Riderelli · María Fernanda Mackenna · Nicole Manríquez | 3:40.49    |
| Salto em altura             | Catherine Ibargüen · Colômbia                                                   | 1.93       | Solange Witteveen · Argentina                                                              | 1.88       | Eliana da Silva · Brasil Marielys Rojas · Venezuela                                            | 1.79       |
| Salto à vara                | Joana Costa · Brasil                                                            | 4.20       | Fabiana Murer · Brasil                                                                     | 4.00       | Milena Agudelo · Colômbia                                                                      | 4.00       |
| Salto em comprimento        | Luciana dos Santos · Brasil                                                     | 6.39       | Keila Costa · Brasil                                                                       | 6.32       | Catherine Ibargüen · Colômbia                                                                  | 6.30       |
| Salto triplo                | Gisele de Oliveira · Brasil                                                     | 13.90      | Keila Costa · Brasil                                                                       | 13.75      | Catherine Ibargüen · Colômbia                                                                  | 13.59      |
| Arremesso de peso           | Andréa Pereira · Brasil                                                         | 16.60      | Luz Dary Castro · Colômbia                                                                 | 16.27      | Rosario Ramos · Venezuela                                                                      | 14.67      |
| Lançamento de disco         | Luz Dary Castro · Colômbia                                                      | 53.49      | Rosario Ramos · Venezuela                                                                  | 52.46      | Renata de Figueiredo · Brasil                                                                  | 51.74      |
| Lançamento do martelo       | Jennifer Dahlgren · Argentina                                                   | 65.05      | Johana Moreno · Colômbia                                                                   | 61.65      | Rosa Rodríguez · Venezuela                                                                     | 61.51      |
| Lançamento do dardo         | Alessandra Resende · Brasil                                                     | 56.06      | Zuleima Araméndiz · Colômbia                                                               | 54.81      | Romina Maggi · Argentina                                                                       | 48.76      |
| Heptatlo                    | Elizete da Silva · Brasil                                                       | 5429       | Andrea Bordalejo · Argentina                                                               | 5249       | Daniela Crespo · Argentina                                                                     | 5170       |

## Quadro de medalhas
| Ordem | País                | Medalha de ouro | Medalha de prata | Medalha de bronze | Total |
| ----- | ------------------- | --------------- | ---------------- | ----------------- | ----- |
| 1     | Brasil              | 25              | 16               | 10                | 51    |
| 2     | Colômbia            | 10              | 11               | 13                | 34    |
| 3     | Argentina           | 4               | 6                | 8                 | 18    |
| 4     | Equador             | 2               | 5                | 2                 | 9     |
| 5     | Chile               | 2               | 0                | 4                 | 6     |
| 6     | Uruguai             | 1               | 1                | 1                 | 3     |
| 7     | Venezuela           | 0               | 4                | 6                 | 10    |
| 8     | Peru                | 0               | 1                | 0                 | 1     |
| 9     | Antilhas Holandesas | 0               | 0                | 1                 | 1     |

Legenda
| Recorde mundial       | Recorde mundial (World record)               |                       | Recorde africano                      | Recorde africano (African) |                                           | Q | Classificado por posição (Qualified) |
| Recorde do campeonato | Recorde do campeonato (Championship record)  | Recorde da América    | Recorde da América (Americas)         | q                          | Classificado por melhor tempo (Qualified) |   |                                      |
| Melhor marca do ano   | Melhor marca do ano (World leading)          | Recorde asiático      | Recorde asiático (Asian)              | DNS                        | Não largou (Did not start)                |   |                                      |
| Recorde nacional      | Recorde nacional (National record)           | Recorde europeu       | Recorde europeu (European)            | DNF                        | Não terminou (Did not finish)             |   |                                      |
| Recorde pessoal       | Recorde pessoal do atleta (Personal best)    | Recorde da Oceania    | Recorde da Oceania (Oceania)          | DSQ / DQ                   | Desclassificado (Disqualified)            |   |                                      |
| Recorde da temporada  | Recorde da temporada do atleta (Season best) | Recorde sul-americano | Recorde sul-americano (South America) | NM                         | Sem marca (No mark)                       |   |                                      |